# Camilo Romero
Camilo Romero (* 30. März 1970 in Guadalajara, Jalisco) ist ein ehemaliger mexikanischer Fußballspieler auf der Position des Verteidigers.

## Leben
Romero begann seine Profikarriere in der Saison 1990/91 bei seinem Heimatverein Chivas Guadalajara, bei dem er in mehreren Etappen insgesamt viermal unter Vertrag stand. Es war auch der einzige Verein, bei dem der häufig wechselnde Spieler länger als ein Jahr am Stück verpflichtet war. Zwischen 1994 und 1998 stand er vier Jahre bei Chivas unter Vertrag und erlebte in diesen Jahren auch seine größten Erfolge. Mit Guadalajara gewann er im Sommer 1997 die mexikanische Meisterschaft und außerdem absolvierte er zwischen 1995 und 1997 insgesamt 14 Einsätze für die mexikanische Nationalmannschaft. Sein erstes Länderspiel bestritt er am 1. Februar 1995 beim 1:0-Sieg gegen Uruguay, sein letztes Länderspiel war eine Nullnummer in der WM-Qualifikation für 1998 gegen Jamaika am 16. November 1997. Bei den Spielen um die Copa América 1997 wirkte Romero in allen sechs Spielen der Mexikaner, die das Turnier auf dem dritten Platz abschlossen, mit.

## Erfolge
- Mexikanischer Meister: Verano 1997